# Brian Hyland
Pour les articles homonymes, voir Hyland.
Brian Hyland, né à Woodhaven (Queens, New York) le 12 novembre 1943, est un chanteur américain particulièrement populaire dans les années 1960.

## Biographie
Le 12 novembre 1943 à Woodhaven dans le quartier du Queens à New York, naît Brian Hyland, futur chanteur de pop qui marquera les années 1960 par son talent précoce.
C’est à seulement 16 ans qu’il accède à la renommée grâce à un tube intemporel, Itsy Bitsy Teenie Weenie Yellow Polka Dot Bikini (version en français : Itsy bitsy petit bikini), qui devient un phénomène dès sa sortie en 1960.

### Débuts prometteurs
Avant de briller sur les scènes internationales, Brian Hyland se forme à la musique en apprenant la guitare et la clarinette. Il fait également partie d’une chorale, où il affine ses talents vocaux. À l’âge de 14 ans, il cofonde un groupe appelé The Delfis avec des amis et enregistre une maquette qu’ils envoient à des maisons de disques à New York.

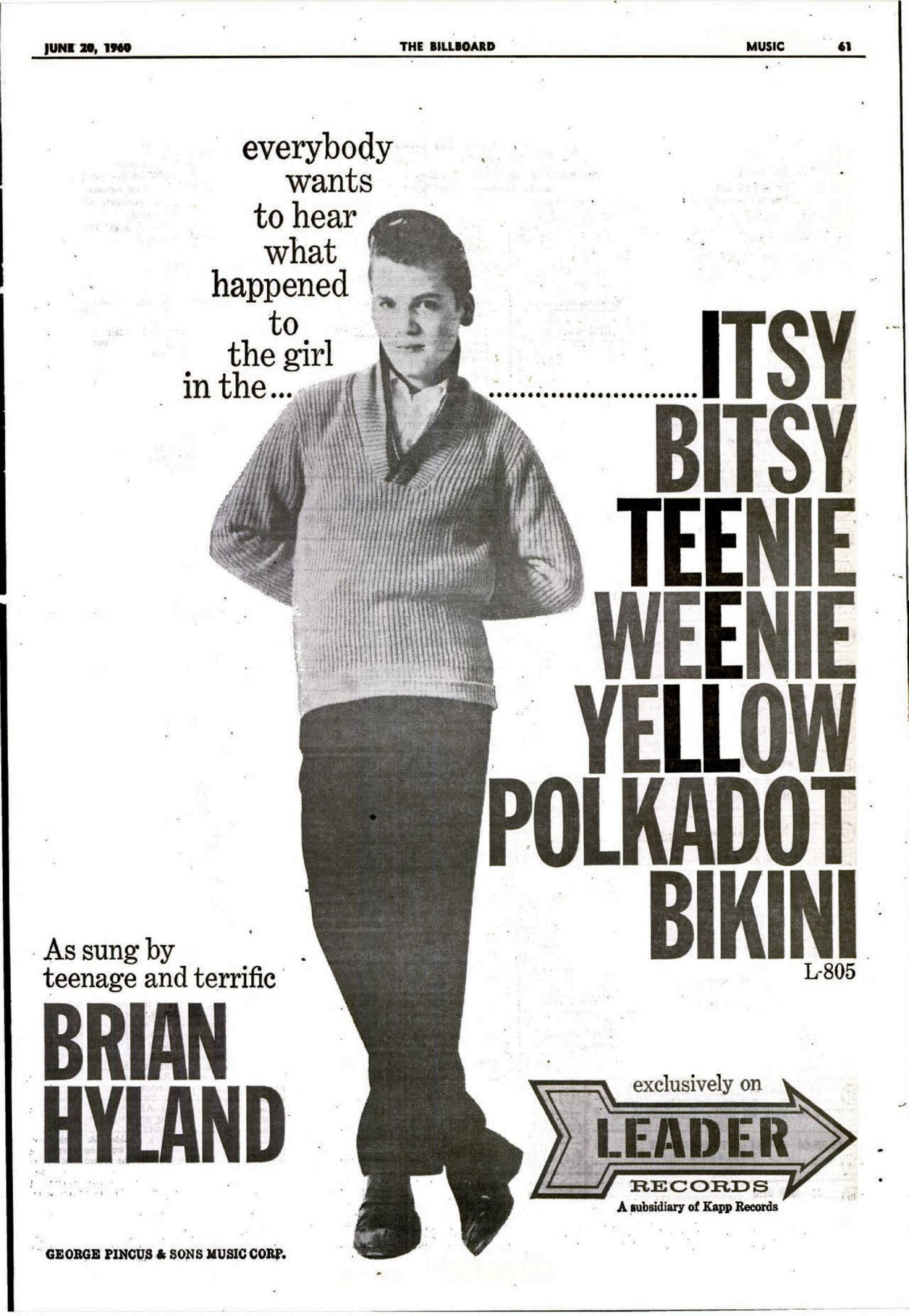
Publicité dans Billboard le 20 juin 1960.

Peu après, il signe un contrat en solo avec Kapp Records et sort son premier titre, Rosemary, à la fin de l’année 1959. Ce succès est suivi d’une collaboration avec les compositeurs Paul Vance et Lee Pockriss, qui donnent naissance à Four Little Heels en 1960, avant le grand succès de l’année : Itsy Bitsy Teenie Weenie Yellow Polka Dot Bikini. Cette chanson joyeuse, qui raconte l’histoire du bikini à pois jaune d’une adolescente, s’impose en tête du Billboard Hot 100 et se vend à plus de deux millions d’exemplaires.
Le morceau traverse les frontières et se hisse dans les classements de nombreux pays, avec des reprises en plusieurs langues, dont des versions en français et en italien interprétées par Dalida. Ce titre est également intégré à des films comme One, Two, Three de Billy Wilder et Sister Act 2, et il devient une bande-son récurrente dans la publicité.

### Ouverture vers la country
En 1962, Brian Hyland lance un autre hit mémorable, Sealed With a Kiss, qui atteint la troisième place des classements aux États-Unis et au Royaume-Uni. Ce titre restera dans le classement pop américain pendant onze semaines. Il sera également repris par Jason Donovan, atteignant la première place au Royaume-Uni des décennies plus tard.
La même année, Brian Hyland explore de nouvelles influences avec Warmed Over Kisses, un morceau mêlant des éléments de musique country. Il approfondit cette direction dans des chansons comme I’m Afraid to Go Home, I May Not Live to See Tomorrow et l’album Country Meets Folk.
Plus tard, il collabore avec Snuff Garrett et des musiciens célèbres tels que Leon Russell et J.J. Cale pour produire des titres comme Run, Run, Look and See et The Joker Went Wild, qui connaissent également un certain succès.
Durant les années 1960, Brian Hyland apparaît fréquemment dans des émissions télévisées populaires comme American Bandstand et The Jackie Gleason Show. Il participe à des tournées aux États-Unis et à l’étranger, devenant une figure emblématique de la scène musicale de l’époque. Lors de l’assassinat de John F. Kennedy en 1963, il se trouve à Dallas, dans le cadre de la Caravan of Stars de Dick Clark. Cet événement marquant l’inspirera pour écrire Mail Order Gun, une chanson qu’il inclura dans son album de 1970.

### Carrière en constante évolution
Toujours en quête de nouveauté, Brian Hyland explore des sonorités audacieuses, comme celles de Get the Message ou Holiday for Clowns à la fin des années 1960. En 1970, il revient sur le devant de la scène avec Gypsy Woman, une reprise de Curtis Mayfield qui se classe parmi les trois meilleurs titres du Billboard Hot 100. Ce morceau s’écoule à plus d’un million d’exemplaires et reçoit un disque d’or, consolidant sa place parmi les grands succès de Brian Hyland, aux côtés de Sealed With a Kiss et Itsy Bitsy Teenie Weenie Yellow Polka Dot Bikini.
En plus de ce hit, il connaît un autre succès notable avec une reprise de Lonely Teardrops, une chanson emblématique de Jackie Wilson. Entre 1960 et 1977, il sort onze albums, explorant divers styles et collaborant avec plusieurs labels, tels que Philips Records et Uni Records. La majorité de ses enregistrements est désormais sous la gestion d’Universal Music.
De 1987 à 2009, Brian Hyland publie quatre nouveaux albums, dont Blue Christmas et Greatest Hits. Il continue à se produire sur scène, souvent accompagné de son fils Bodi, qui partage son amour de la musique.

## Discographie

### Albums
- 1961 : The Bashful Blonde
- 1962 : Let Me Belong to You
- 1962 : Sealed with a Kiss
- 1963 : Country Meets Folk
- 1964 : Here's to Our Love
- 1965 : Rockin' Folk
- 1966 : The Joker Went Wild
- 1967 : Tragedy
- 1967 : Young Years (a reissue of) : Here's to Our Love
- 1969 : Stay and Love Me All Summer
- 1970 : Brian Hyland
- 1977 : In a State of Bayou
- 1987 : Sealed with a Kiss
- 1994 : Greatest Hits
- 2002 : Blue Christmas
- 2009 : Triple Threat Vol. 1
- 2010 : Triple Threat Vol. 2
- 2010 : Another Blue Christmas
- 2011 : Triple Threat Vol. 3

### Singles
| Année | Titre (Paroles et musique)                                                 | US  | UK | AU |
| ----- | -------------------------------------------------------------------------- | --- | -- | -- |
| 1960  | Itsy Bitsy Teenie Weenie Yellow Polka Dot Bikini (Lee Pockriss/Paul Vance) | 1   | 8  | 2  |
| 1960  | Four Little Heels (The Clickety Clack Song) (Lee Pockriss/Paul Vance)      | 73  | 29 | 29 |
| 1960  | That's How Much                                                            | 74  | -  | -  |
| 1960  | Lop-Sided, Over-Loaded (And It Wiggled When We Rode It) (Kusik/Anton)      | 105 | -  | -  |
| 1961  | I Gotta Go                                                                 | 101 | -  | -  |
| 1961  | Let Me Belong to You (Gary Geld/Peter Udell)                               | 20  | -  | -  |
| 1961  | I'll Never Stop Wanting You (Gary Geld/Peter Udell)                        | 83  | -  | -  |
| 1961  | She's My All American Girl (Gary Geld/Peter Udell)                         | -   | -  | -  |
| 1962  | Ginny Come Lately (Gary Geld/Peter Udell)                                  | 21  | 5  | 19 |
| 1962  | Sealed with a Kiss (Gary Geld/Peter Udell)                                 | 3   | 3  | 22 |
| 1962  | Warmed Over Kisses (Left Over Love) (Gary Geld/Peter Udell)                | 25  | 28 | 42 |
| 1963  | I May Not Live To See Tomorrow (Gary Geld/Peter Udell)                     | 69  | -  | -  |
| 1963  | If Mary's There (Gary Geld/Peter Udell)                                    | 88  | -  | -  |
| 1963  | I'm Afraid to Go Home b/w Save Your Heart for Me (Gary Geld/Peter Udell)   | 63  | -  | -  |
| 1963  | Let Us Make Our Own Mistakes                                               | 123 | -  | -  |
| 1964  | Here's To Our Love                                                         | 129 | -  | -  |
| 1966  | 3000 Miles (R. Wayne)                                                      | 99  | -  | -  |
| 1966  | The Joker Went Wild (B. Russell)                                           | 20  | -  | 23 |
| 1966  | Run, Run, Look and See (M.H. Cooper/Ray Whitley)                           | 25  | -  | 38 |
| 1967  | Hung Up in Your Eyes (Sonny Curtis/Glen D. Hardin)                         | 58  | -  | -  |
| 1967  | Holiday For Clowns (Sonny Curtis/Glen D. Hardin)                           | 94  | -  | -  |
| 1967  | Get The Message (Michael Z. Gordon/J. A. Griffin)                          | 91  | -  | -  |
| 1969  | Tragedy (Gerald H. Nelson/Fred B. Burch)                                   | 56  | -  | -  |
| 1969  | A Million To One (Phil Medley)                                             | 90  | -  | -  |
| 1969  | Stay And Love Me All Summer (Joel Hirschhorn/Al Kasha)                     | 82  | -  | -  |
| 1970  | Gypsy Woman (Curtis Mayfield)                                              | 3   | 42 | 9  |
| 1971  | Lonely Teardrops (Tyran Carlo/Gwen Fuqua/Berry Gordy, Jr.)                 | 54  | -  | 75 |
| 1971  | So Long, Marianne (Leonard Cohen)                                          | 120 | -  | -  |
| 1975  | Sealed with a Kiss (re-issue) (Gary Geld/Peter Udell)                      | -   | 7  | -  |